# レイチェル・グリフィス
レイチェル・グリフィス（Rachel Griffiths, 1968年6月4日 - ）は、オーストラリアのメルボルン出身の女優。

## 来歴
ニューカッスルで生まれ、メルボルンで育つ。子供の頃からバレエを学び、大学で演劇とダンスを学ぶ。卒業後にメルボルンの劇団に所属し、舞台に立っていた。数本のテレビに出演した後、『ミュリエルの結婚』での演技でオーストラリア映画批評家協会およびオーストラリア最大の映画賞であるオーストラリア映画協会から助演女優賞を受賞し、国際的にもその演技が評価される。『ほんとうのジャクリーヌ・デュ・プレ』では、アカデミー助演女優賞にノミネートされる。近年は『シックス・フィート・アンダー』や『ブラザーズ&シスターズ』といった人気テレビシリーズにも出演している。

## 私生活
2002年12月31日にオーストラリアのメルボルンで、アーティストのアンドリュー・テイラーと結婚。息子（バンジョー・パトリック）と娘（アデレード・ローズ）がいる。2009年6月に3人目となる女の子誕生。

## 出演作品

### 映画
| 公開年 | 邦題 原題                                                    | 役名                     | 備考                                    |
| ------ | ------------------------------------------------------------ | ------------------------ | --------------------------------------- |
| 1994   | ミュリエルの結婚 Muriel's Wedding                            | ロンダ                   | オーストラリア映画協会賞助演女優賞 受賞 |
| 1996   | ハーモニー Cosi                                              | ルーシー                 |                                         |
| 1996   | 革命の子供たち Children of the Revolution                    | アンナ                   |                                         |
| 1996   | 日蔭のふたり Jude                                            | アラベラ                 |                                         |
| 1997   | ベスト・フレンズ・ウェディング My Best Friend's Wedding      | サマンサ                 |                                         |
| 1998   | マイ・スウィート・シェフィールド Among Giants                | ジェリー                 |                                         |
| 1998   | ディボーシング・ジャック Divorcing Jack                      | リー・クーパー           |                                         |
| 1998   | エイミー Amy                                                 | タニア                   | 日本劇場未公開                          |
| 1998   | ほんとうのジャクリーヌ・デュ・プレ Hilary and Jackie         | ヒラリー・デュ・プレ     |                                         |
| 2000   | シャンプー台のむこうに Blow Dry                              | サンドラ                 |                                         |
| 2001   | ブロウ Blow                                                  | アーミン・ユング         |                                         |
| 2001   | ベリー・アニー・メアリー Very Annie Mary                     | アニー・メアリー         | 日本劇場未公開                          |
| 2002   | オールド・ルーキー The Rookie                                | ローリー・モリス         |                                         |
| 2002   | トエンティマン・ブラザーズ The Hard Word                     | キャロル・トエンティマン |                                         |
| 2003   | ケリー・ザ・ギャング Ned Kelly                               | スーザン・スコット       |                                         |
| 2006   | ステップ・アップ Step Up                                     | ゴードン校長             |                                         |
| 2013   | パトリック 戦慄病棟 Patrick                                  | マトロン                 |                                         |
| 2013   | ウォルト・ディズニーの約束 Saving Mr. Banks                  | エリー                   |                                         |
| 2016   | ハクソー・リッジ Hacksaw Ridge                               | バーサ・ドス             |                                         |
| 2016   | OSIRIS/オシリス Science Fiction Volume One: The Osiris Child | リネックス司令官         |                                         |
| 2023   | 恋するプリテンダー Anyone but You                            | イニー                   |                                         |

### テレビシリーズ
| 放映年          | 邦題 原題                                   | 役名                     | 備考                    |
| --------------- | ------------------------------------------- | ------------------------ | ----------------------- |
| 2001-2005       | シックス・フィート・アンダー Six Feet Under | ブレンダ・チェノウィス   | 計63話出演              |
| 2006-2011       | ブラザーズ&シスターズ Brothers & Sisters    | サラ・ウェドン           | 計110話出演             |
| 2019-2021, 2024 | トータル・コントロール Total Control        | レイチェル・アンダーソン | 計18話出演 兼製作総指揮 |

監督作品
- ライド・ライク・ア・ガール Ride Like a Girl (2019)

## 参照
1. ↑  “「ブラザーズ＆シスターズ」のレイチェル・グリフィスに女児誕生”. シネマトゥデイ. (2009年7月3日) 2013年1月29日閲覧。